# 마이오리
마이오리(이탈리아어: Maiori)는 이탈리아 캄파니아주 살레르노도에 위치한 코무네이다. 끊기지 않고 쭉 뻗어있는 아말피 해안선에 있는 해변에 있어 로마 시대 이래로 인기있는 휴양지다.

## 역사
도시의 기원은 밝혀지지 않았지만 도시의 이름의 기원은 이웃 도시 미노리의 원래 이름인 레긴나 미노르(Reghinna Minor)처럼 레긴나 마이오르(Reghinna Maior)였다. 해안을 따라 있는 모든 곳들은 에트루리아인들이나 로마인들같은 정복자들에 의해 형성됐다.
830에서 840년 사이, 해안의 도시들은 연합하여 아말피 주 연합을 만들었다. 이렇게 만들어진 아말피 해상 공화국은 레테레, 트라몬티, 체타라, 포시타노와 카르피의 군도들로 구성되어 있었으며, 그 지역의 주민들을 아말피타네르라고 불렸다. 그 당시에 각 도시들은 각자의 명칭과 자치권을 지녔지고 연합체에서 특정한 역할을 지녔다.
후에 살레르노 공국의 일부가 되었고, 나폴리 왕국의 지배하에는 19세기까지 지배에 놓였다.

## 주요 볼거리
- 산타 마리아 아 마레 참사회 성당: 알록달록한 마욜리카로 장식한 돔은 마이오리의 왕관처럼 보인다.
- 산타 마리아 데 올레아리아 : 마이오리에 있는 베니딕트 수도원은 도시에서 가장 오래된 곳을 즐기기에는 최고의 방법이다.
- 팔레르치오 산과 아보카타 성당: 아말피 해안에서 해발이 가장 높은곳과 미르테토 산 위 평원에 있는 신성한 장소

## 교통
공항

가장 가까운 공항:살레르노-폰테카냐노 공항 (QSR).

## 외부 링크

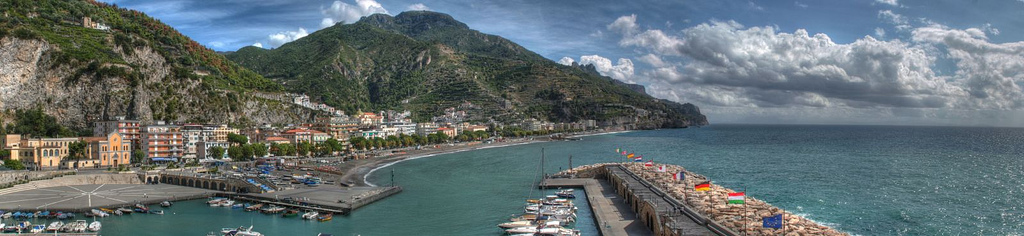
마이오리 풍경

## 같이 보기
- 아말피 해안
- 소렌토 반도